# Before Breakfast
Before Breakfast é um filme mudo em curta-metragem norte-americano de 1919, do gênero comédia, dirigido por Hal Roach e estrelado por Harold Lloyd.

## Elenco
- Harold Lloyd
- Snub Pollard
- Bebe Daniels
- Sammy Brooks
- Lew Harvey
- Noah Young